# 省立恐龙公园
省立恐龙公园位于加拿大艾伯塔省荒野的中心地带，有着美丽的风光，保留着大量重要的恐龙时代的化石。现在已经发现了35种恐龙的化石，可以追溯到7千5百万年前。

## 地质
省立恐龙公园的沉积物跨越2百万年，分成三个地层。老人地层(the terrestrial Oldman Formation)在最下面，恐龙公园地层(the terrestrial Dinosaur Park Formation)在中间，熊爪地层(the marine Bearpaw)在最上面。恐龙公园地层包含了绝大多数的化石，以前被大河穿过，位于亚热带沿海低地，接近于西部内陆水道(the Western Interior Seaway)。这个地层最晚到白垩纪坎潘晚期(Late Campanian)，7千5百万年前，时间跨度约1百万年。

## 历史
- 7千5百万年前：那时艾伯塔省南部的气候就像现在路易斯安纳州一样温暖。生长着茂盛的亚热带森林，龟和鳄鱼大量繁殖，恐龙在这里过得非常好。
- 6千5百万年前：恐龙因为不知名的原因全部死亡。可能是洪水、彗星撞击、超新星爆发或是瘟疫造成的。
- 8千年前：史前人类进入该区域。
- 1882年：约翰·瓦尔(John Ware)，一个来自南方的奴隶，到此来置地产。
- 1884年：约瑟夫·提瑞尔(Joseph B. Tyrell)考察了红鹿河(Red Deer River)，在一处山坡上发现了艾伯塔龙的化石。
- 1888年：地质调查局(the Geological Survey)派托马斯·维斯顿(Thomas Weston)进行了加拿大第一次官方的化石搜集。维斯顿在死屋峡谷(Dead Lodge Canyon)发现了大量化石。
- 1896年：劳伦斯·赖博受地质调查局委派去寻找恐龙化石。尽管他只知道一些基础的发掘方法，他是第一个用科学方法描绘他的发现的古生物学家。他还为他的发现画了素描图。
- 1909年：美国自然历史博物馆(American Museum of Nature History)的巴納姆·布朗来此考察，搜集恐龙化石。
- 1911年：W·G·安德森博士(Dr. W. G. Anderson)提倡在这片荒野中设立一个国家公园。
- 1910年—1917年：巴能·布朗再次来此进行他的研究。这引发了一场争论关于美国人是否能带走他们在加拿大发现的化石。地质调查局雇佣美国人查尔斯·施滕堡(Charles H. Sternberg)和他的三个儿子为加拿大政府发掘恐龙化石。
- 1955年6月26日：史蒂夫维尔省立恐龙公园(Steveville Dinosaur Provincial Park)成立。第一位看管人是罗伊·福勒(Roy Fowler)，一个当地的农民和业余的化石收集者。
- 1959年：公园对公众开放。
- 1962年：公园的名字改为省立恐龙公园，以免人们在寻找一个已经不存在的城镇时迷路。
- 1979年：省立恐龙公园被列入世界遗产名录。
- 1987年：皇家提瑞尔古生物学博物馆(Royal Tyrell Museum of Palaeontology)在省立恐龙公园内开张，全面介绍公园内发现。

## 自然
省立恐龙公园是艾伯塔省最为温暖干燥的地区，常年的溪流稀少，但有些深深地切入了岩床。暴露在外的白垩纪页岩和砂岩被雕刻成了壮观的荒野景象。

### 荒野
7千5百万年前流经这里的大河的沉积物造就了这片土地。在冰河时代末期（大约13000年前），冰川融水切出了现在红鹿河流经的峡谷。现在，流水还在继续雕刻这片荒野，奇形怪状的地貌看起来简直像另一个世界。

### 生物
省立恐龙公园内的三个生态区生活着许多种动植物。三叶扬(Cottonwood)和柳树(willow)以及唐棣(saskatoon)、玫瑰、水牛果(buffalo-berry)等灌木生长在潮湿的河岸。仙人掌、黑肉叶刺茎藜(greasewood)和数种鼠尾草(sage)属植物生长在干旱炎热的荒野中。大草原在谷地的边缘。动物有白尾鹿(white-tailed deer)、棉尾兔(cottontail rabbits)、丛林狼(Coyotes)等。在辽阔的草原上可以看到叉角羚(pronghorn antelope)。五月和六月是不错的观鸟季节，在三叶扬林中很容易可以看到鸣鸟、啄木鸟和水禽。在草原上空有鹫(golden eagle)、草原猎鹰(prairie falcon)、山地蓝知更鸟(mountain bluebird)盘旋。

## 化石
省立恐龙公园有着相当丰富种类的化石。鱼类有鲨鱼、白鲟、雀鳝等。两栖类有蛙、蝾螈等。爬行类有蜥蜴、龟、鳄鱼等，以及恐龙。另外还有鸟类和哺乳动物的化石发现。
部分已发现的恐龙列表：
- 角龙亚目

?Leptoceratops sp.
Centrosaurus apertus,C. brinkmani
Styracosaurus albertensis 
(?)Pachyrhinosaurus 
Chasmosaurus belli, C. russeli, C. irvinensis 
- 鸭嘴龙科

Corythosaurus casuarius 
Gryposaurus notabilis, G. incurvimanus 
Lambeosaurus lambei,L. magnicristatus 
Prosaurolophus 
Parasaurolophus walkeri 
- 甲龙亚目

Panoplosaurus 
Edmontonia 
Euoplocephalus 
- 棱齿龙科

?Orodromeus 
- 肿头亚目

Stegoceras 
- 暴龙科

Daspletosaurussp. 
Gorgosaurus libratus 
- 似鸟龙科

Ornithomimus 
Struthiomimus 
new ornithomimid species A 
Chirostenotes pergracilis 
Chirostenotes elegans 
Chirostenotes collinsi 
- 驰龙科

Dromaeosaurus 
Saurornitholestes 
?new dromaeosaur species A 
?new dromaeosaur species B 
- 伤齿龙科

Troodon 
new troodontid species A 
- 分类未定
  - 理察伊斯特斯龍（Ricardoestesia gilmorei）